# DN3-as főút (Románia)
A DN3-as főút (románul: Drumul Național 3) egy országút Romániában. 

## Útvonala
Hossza 260,403 km. Bukarestet és Konstancát köti össze. A következő fontosabb városokon halad át: Fundulea, Lehliu-Gară, Călărași, Băneasa, Murfatlar.
A nemzeti közúti infrastruktúrát kezelő cég (CNAIR) bukaresti igazgatósága kezeli.